# People’s Convention Party
Die People’s Convention Party (PCP) war zwischen 1993 und 1996 eine politische Partei in Ghana. 
Parteivorsitzender war P. K. Donkoh-Ayifi. Die PCP war ein Zusammenschluss der National Independence Party (NIP) und der People’s Heritage Party (PHP) aus dem Jahr 1993.

## Auflösung
Die PCP vereinigte sich am 29. Januar 1996 mit der National Convention Party zur Convention People’s Party, die seither an den Wahlen zum Präsidentenamt und an den Parlamentswahlen teilgenommen hat. Zunächst nannte man sich Convention Party, der heutige Name Convention People’s Party wurde im Jahre 2000 angenommen.